# Jorge Ardila Serrano
Jorge Ardila Serrano (* 17. September 1925 in Zapatoca, Santander, Kolumbien; † 12. Oktober 2010 in Bogotá, Kolumbien) war Bischof von Girardot.

## Leben
Jorge Ardila Serrano studierte nach dem Besuch des Colegio Santo Tomas und des Seminario Mayor de San Gil (1936–1941) Philosophie und Theologie am Priesterseminar von San Gil (1942–1944) und am Priesterseminar von Bogotá (1944–1948). Ardila Serrano empfing am 17. Oktober 1948 die Priesterweihe in San Gil durch Erzbischof Angel Maria Ocampo Berrio, Bischof von Socorro und San Gil. Von 1952 bis 1953 studierte er Pädagogik und Spiritualität am Seminar La Solitude in Saint-Sulpice, Paris. 1953 bis 1954 absolvierte er an der Gregoriana in Rom ein Lizentiatsstudium in dogmatischer Theologie und von 1954 bis 1956 am Päpstlichen Bibelinstitut in Rom ein Bachelorstudium in Bibelwissenschaften sowie von 1956 bis 1957 ein Pastoralstudium an der katholischen Fakultät Lille, Frankreich.
Er war zunächst in der Seelsorge in San Gil tätig sowie Kaplan der Capellán del Colegio de Varones und Assistent der Katholischen Aktion im Bistum. Von 1958 bis 1969 war er Professor, Spiritual und geistlicher Leiter sowie Rektor am Priesterseminar von San Gil.
1969 wurde er Direktor der Abteilung des Glaubens und der Moral der kolumbianischen Bischofskonferenz. Zudem war er Kaplan des Colegio del Pilar. Von 1971 bis 1980 war Jorge Ardila Serrano Generalsekretär der kolumbianischen Bischofskonferenz. Am 15. November 1975 wurde er durch Papst Paul VI. zum Monsignore ernannt.
Papst Johannes Paul II. ernannte ihn am 1980 zum Titularbischof von Tisedi und bestellte ihn zum Weihbischof im Erzbistum Bogotá. Die Bischofsweihe spendete ihm am 30. November 1980 der Erzbischof von Bogotá, Aníbal Kardinal Muñoz Duque; Mitkonsekratoren waren Erzbischof Angelo Acerbi, Apostolischer Nuntius in Kolumbien, und Mario Revollo Bravo, Erzbischof von Nueva Pamplona. Von 1981 bis 1988 war er Generalvikar der Erzdiözese von Bogotá. Von 1982 bis 1984 war er Präsident des kirchlichen Gerichts für den Seligsprechungsprozess von Ismael Perdomo, Erzbischof von Bogotá. 
1988 erfolgte die Ernennung zum fünften Bischof des Bistums Girardot. Am 15. Juni 2001 gab Papst Johannes Paul II. seinem Rücktrittsgesuch statt.
Bischof Ardila Serrano wurde in der Kathedrale des Unbefleckten Herzens Mariens (Catedral Inmaculado Corazón de María) des Bistums Girardot bestattet.